# Cementos Argos
Cementos Argos (o simplemente Argos) es una empresa colombiana de la industria del cemento fundada en 1934. Con un 51% de participación en el mercado, es el cuarto mayor productor es algo tipo de cemento en América Latina, y el único productor de cemento blanco en Colombia. Es el tercer mayor productor de concreto en Estados Unidos y también exporta cemento y clínker a 27 países de todo el mundo. Argos compite en el mercado con Cemex, Votorantim Cimentos y Holcim, entre otros. Es una compañía componente del índice COLCAP.
En 2024, produjo 14,4 millones de toneladas de cemento.
Cementos Argos cuenta con una sólida presencia en tierras de América Latina y el Caribe. En Colombia opera con cuatro sedes, mientras que en Venezuela tiene dos, y mantiene oficinas en Panamá, República Dominicana y Haití. En el país, es reconocido como el principal transportador de carga terrestre. En términos de producción, la compañía dispone de 14 plantas de cemento, de las cuales 11 están ubicadas en Colombia. Las tres restantes se encuentran en Panamá, República Dominicana y Haití. Dentro del territorio colombiano, cuatro plantas están ubicadas en la zona norte y se enfocan principalmente en la exportación, mientras que las otras siete, distribuidas en Antioquia, Cundinamarca, Valle del Cauca, Boyacá y Santander, atienden la demanda del mercado interno. 
Fundada hace cerca de noventa años, ha orientado sus operaciones hacia la sostenibilidad, la innovación, la protección ambiental y la creación de valor económico y social. En concordancia con la agenda global de desarrollo sostenible, la compañía ha priorizado su contribución a los Objetivos de Desarrollo Sostenible (ODS), enfocándose en el trabajo decente y crecimiento económico (ODS 8), industria, innovación e infraestructura (ODS 9), ciudades y comunidades sostenibles (ODS 11) y acción por el clima (ODS 13). 

## Historia
Fue fundada el 27 de febrero de 1934 bajo la denominación de Compañía de Cementos Argos. En 1938, en asociación con empresarios vallecaucanos, se creó Cementos del Valle. La planta inició sus operaciones en 1941. Posteriormente en 1944 asistió a la constitución de Cementos del Caribe. En 2005 todas las Cementeras fueron fusionadas.
En 1998, empezó su proceso de internacionalización con la compra de Corporación Cemento Andino. En 2007 el Gobierno de Venezuela anuncia la expropiación de los activos en el país mediante decreto 38.743.
En 2009, Argos adquiere la participación de Holcim en Panamá y el Caribe por 157 millones de dólares.
En 2010 expande sus operaciones a Surinam, en 2014 a Guyana Francesa. y en 2015 a Puerto Rico. A partir de 2013, Cementos Argos también puso en marcha la iniciativa "Sacos Verdes", orientada a reducir el impacto ambiental sobre las tierras en donde opera.
En febrero de 2025, anuncio la venta de sus operaciones en Estados Unidos a Quikrete por casi 3.000 millones de dólares, Sin embargo, No se fue definitivamente, La marca sigue existiendo del todo en los Estados Unidos y planea un regreso hacia el país.